# Alliance française de Manchester
L'Alliance française de Manchester, fondée en 1997, est vouée à la promotion de la langue française et de la culture francophone dans le nord-ouest de l'Angleterre.
Située sur Portland Street, au cœur de Manchester, l'Alliance française est réputée pour ses cours de français, exclusivement enseignés par des natifs francophones. L'Alliance abrite également une bibliothèque multimédia et organise de nombreux événements culturels, comme le Ciné-club, le Book-club ou les conférences sur des sujets variés (COP21, Cinéma, Sport...).
Association de droit local sans but lucratif, ce centre de référence pour l'apprentissage du français est situé au cœur de la ville. En plus de son activité d’enseignement du français, l’Alliance française de Manchester possède une « Médiathèque francophone » ouverte à tous et organise ou collabore avec ses différents partenaires à des événements culturels variés. Elle est également un centre d’examens et de certifications officielles pour le DELF-DALF, le TEF et le DAEFLE.
L’Alliance française de Manchester fait partie d’un réseau britannique qui compte 12 Alliances françaises et d’un réseau mondial qui en compte plus de 850.
Depuis sa création, l’Alliance française de Manchester est soutenue dans son activité par l’Ambassade de France au Royaume-Uni et l’Institut français du Royaume-Uni (présent à Londres et Edimbourgh).
Elle s'inscrit aussi résolument dans un regard européen en entretenant des liens étroits avec la société Dante Alighieri de Manchester et l’Institut Cervantes de Manchester.

## Les cours de français
L'Alliance française de Manchester accueille à chaque session plus de 400 étudiants. Elle propose une large gamme de cours, pour tous les niveaux et toutes les attentes, sous forme de cours de groupe classiques ou d'autres formules d'apprentissage .

## Les rendez-vous culturels
Toutes les rencontres et activités culturelles de l'Alliance française de Manchester sont publiées dans le programme culturel  disponible à l'Alliance et sur son site web. Les rendez-vous réguliers sont :
- le Ciné-club : un vendredi sur deux, de nombreux amoureux du cinéma se rejoignent pour partager un moment de découverte et de détente autour de la projection de films récents suivie d'un apéritif à la française.
- le Book-club:  un lundi par mois, des passionnés de littérature francophone se retrouvent pour discuter d'un livre classique ou contemporain.